# Cefal cienkowargi
Cefal cienkowargi (Liza ramada) – gatunek ryby z rodziny mugilowatych (Mugilidae).

## Występowanie
Wybrzeża europejskie od południowej Norwegii po Morze Czarne. W Jeziorze Szkoderskim tworzy słodkowodną, osiadłą formę. Żyje w ławicach.

## Opis
Dorasta do 50 cm długości. Pysk krótki i gruby. Grzbiet brązowoszary z metalicznym połyskiem. Wzdłuż boków 6–7 wąskich ciemnych smug. Brzuch biały.